# Lougratte
Lougratte – miejscowość i gmina we Francji, w regionie Nowa Akwitania, w departamencie Lot i Garonna.
Według danych na rok 1990 gminę zamieszkiwały 404 osoby, a gęstość zaludnienia wynosiła 20 osób/km² (wśród 2290 gmin Akwitanii Lougratte plasuje się na 788. miejscu pod względem liczby ludności, natomiast pod względem powierzchni na miejscu 520.).